# Bezirksklinikum Regensburg

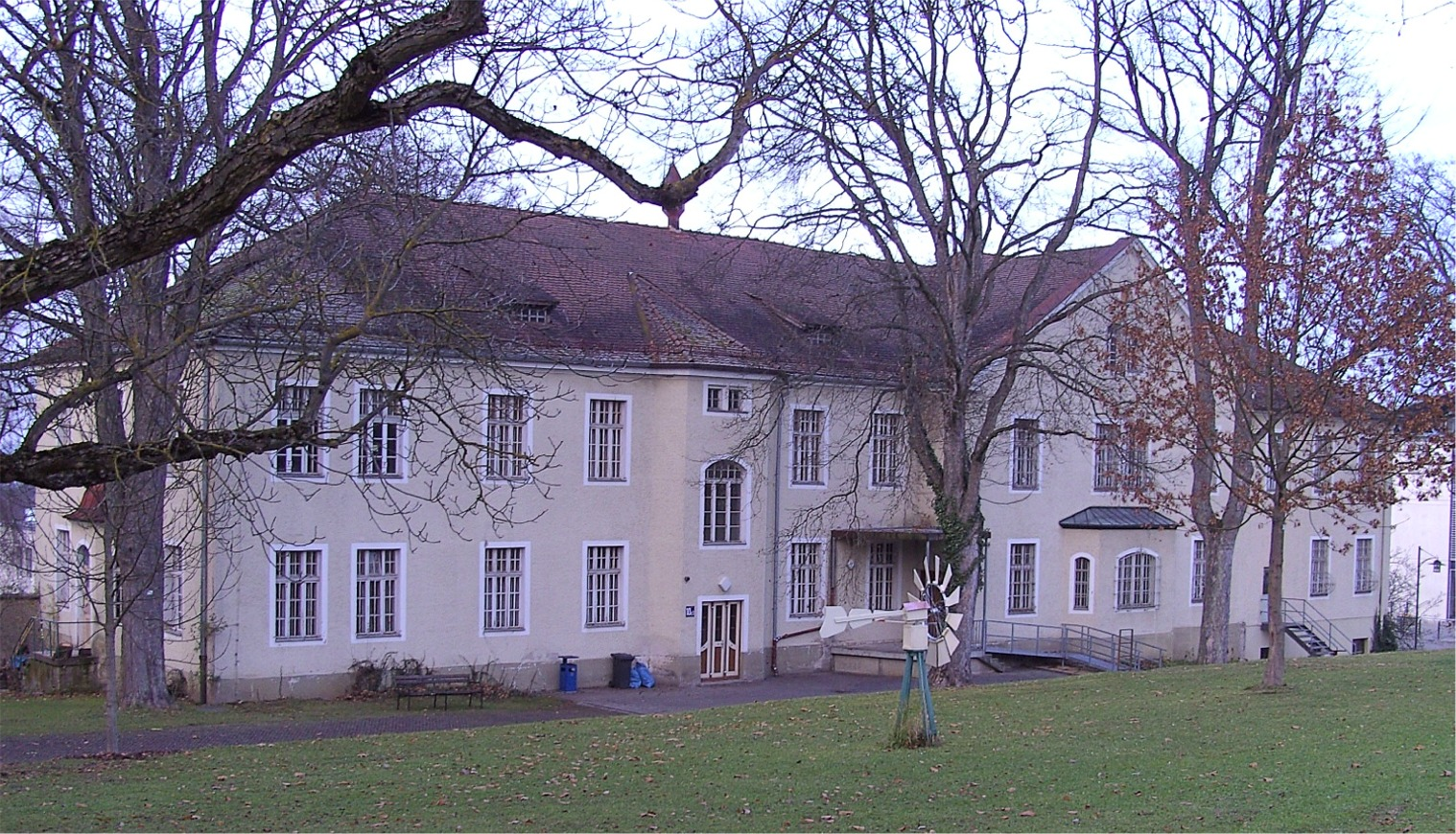
Bezirksklinikum Regensburg (2007)

Das Bezirksklinikum Regensburg (kurz BKR) mit der Medbo (Medizinische Einrichtungen des Bezirks Oberpfalz), einer Anstalt des öffentlichen Rechts, als dem  Träger der öffentlichen Verwaltung, ist ein Standort für verschiedene Fachkliniken und Institute in Trägerschaft der Medbo.

## Geschichte

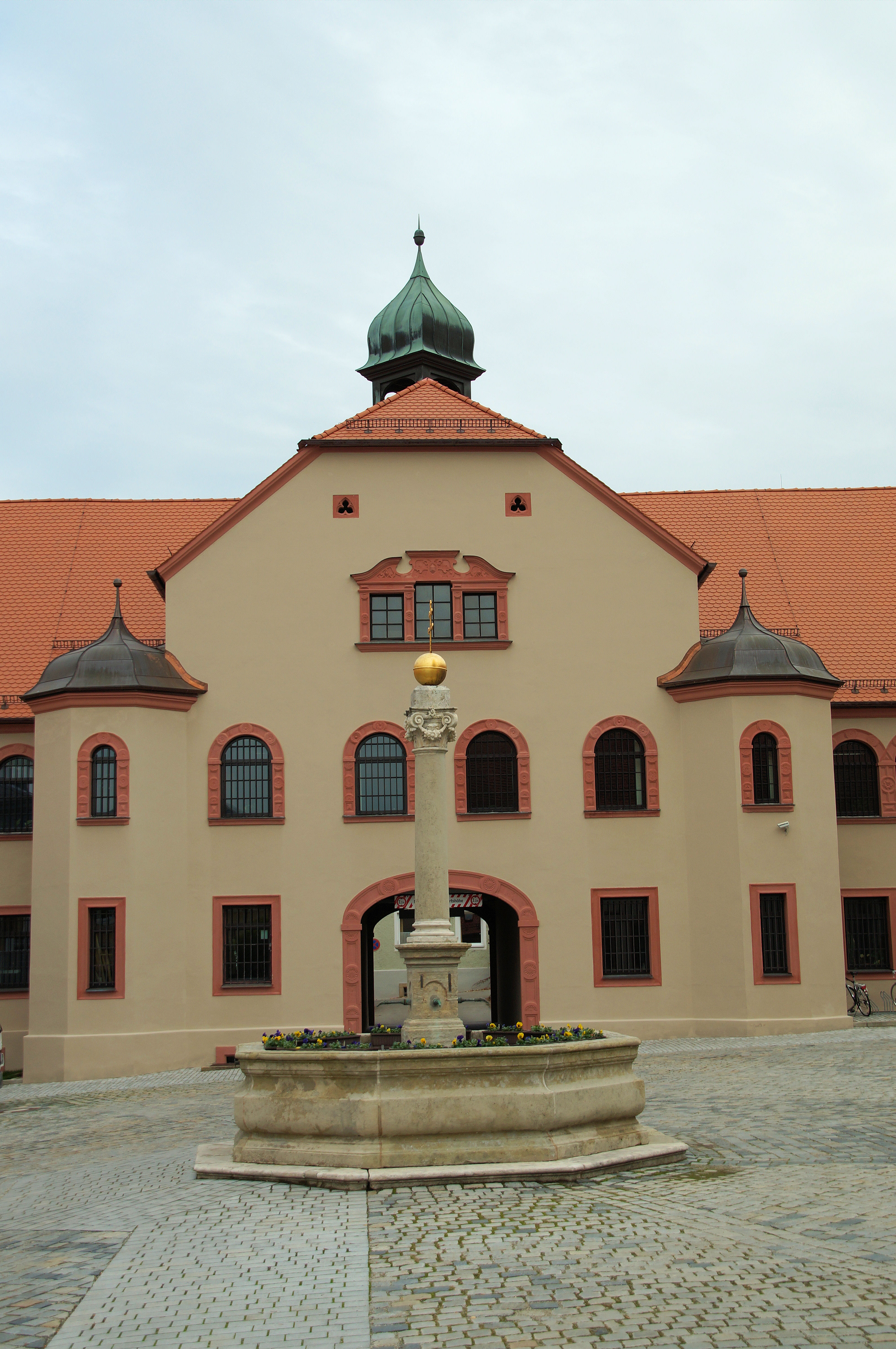
Brunnenhof der Karthause Prüll

1835 wurden das Gelände und die Gebäude des 1803 säkularisierten Klosters Kartäuserklosters St. Vitus 1835 an den bayerischen Bezirk Oberpfalz verkauft. Dort wurde am 1. Januar 1852 die sogenannte „Königliche Kreisirrenanstalt Karthaus-Prüll“ eröffnet. Ihr Leiter war zunächst Michael Kiderle, dann folgte von 1860 bis 1873 Friedrich Karl Stahl,. bei zunächst noch niedrigen Belegungszahlen von ca. 200 Patienten, die zum Ende des Jahrhunderts aber so stark anstiegen, dass unter der Leitung von Johannes Feldkirchner bauliche Erweiterungen nötig waren, die aber die katastrophalen hygienischen Verhältnisse nicht verbesserten. In den Jahren 1905/06 war der Schriftsteller Alfred Döblin als Assistenzarzt in der Anstalt tätig.
Unter dem Direktor Karl Eisen, erfolgten von 1917 bis 1933 nicht nur der Anschluss an die Schwemmkanalisation, sondern auch umfangreiche Reformen in der Krankenpflege. Dabei wurden Zwangsmaßnahmen wie Isolation und Fixierung weitgehend abgeschafft. Tobzellen wurden in Einzelzimmer und Tobabteilungen in Wachsäle umgewandelt. Weiterhin wurden den Patienten Kinovorführungen und Lichtbildvorträge angeboten.

### Zeit des Nationalsozialismus
Während der Zeit des Nationalsozialismus (Deutsches Reich 1933 bis 1945) wurden im Rahmen eines „Aktion T4“ genannten nationalsozialistischen Mordprogrammes psychisch Kranke und andere als „lebensunwertes Leben“ eingestufte Menschen in Tötungsanstalten vergast. Im Zuge der darauf folgenden „dezentralen Euthanasie“ wurden Patienten direkt in Pflegeanstalten ermordet. Von 1940 bis 1945 starben unter dem Direktor Paul Reiß mindestens 1.600 Patienten der Anstalt Karthaus-Prüll entweder direkt in der Anstalt oder nach der Verlegung in die NS-Tötungsanstalt Hartheim als Folge aktiver Tötungshandlungen, unterlassener Hilfeleistung und Mangelernährung. Die Sterblichkeit betrug in dieser Zeit das sechsfache des Normalwertes. Die Aktivitäten wurden von der Geheimbehörde Aktion T4 vorangetrieben. In der Regensburger Einrichtung wurden auf Grundlage des Gesetzes zur Verhütung erbkranken Nachwuchses 600 Patienten zwangssterilisiert.

### Nachkriegszeit
Im Jahre 1965 setzte eine zweite Reformphase ein, die bis 1984 andauerte. Hierbei fand eine Spezialisierung der Stationen und eine Diversifizierung der diagnostischen und therapeutischen Maßnahmen statt. Insbesondere wurde 1973 eine neurologische und neuroradiologische Abteilung geschaffen und 1976 der erste Computertomograph in einer deutschen Nervenheilanstalt installiert. Ab 1982 wurde eine forensische Abteilung aufgebaut, die sich bis 2007 zur zweitgrößten Klinik am Bezirksklinikum entwickelt hat.
2006 wurde die medbo GmbH – Medizinischen Einrichtung des Bezirks Oberpfalz gegründet, der das Bezirksklinikum Regensburg seither angehört. Seit Juli 2013 wird die Medbo inklusive der Sonderkrankenhäuser für forensische Psychiatrie und Lungen- und Bronchialheilkunde und der Berufsfachschule für Krankenpflege als Kommunalunternehmen (Anstalt des Öffentlichen Rechts) geführt.
2017 wurde die Klinik für Forensische Jugendpsychiatrie und Psychotherapie eröffnet. Seit 2018 gibt es eine zentrale Notaufnahme für neurologische und psychiatrische Notfälle.

## Medizinisches Angebot
Zum Standort zählen:
- die Klinik und Poliklinik für Psychiatrie und Psychotherapie der Universität Regensburg mit Tagesklinik und Institutsambulanz
- die Klinik für Neurologie der Universität Regensburg
- die Zentrale Notaufnahme Psychiatrie und Neurologie
- die Klinik für Kinder- und Jugendpsychiatrie, Psychosomatik und Psychotherapie (KJPP) mit zwei Tageskliniken und angeschlossener Institutsambulanz
- die Klinik für Forensische Psychiatrie und Psychotherapie mit Institutsambulanz inkl. forensischer Nachsorgeambulanz mit Unterteilung in folgende Zentren:

1. Zentrum für Therapie psychischer Erkrankungen
2. Zentrum für forensische Suchttherapie
3. Zentrum für forensische Jugendpsychiatrie & Psychotherapie

- das neurologische Nachsorgezentrum „HAUS zweitesLEBEN“
- das Institut für Neuroradiologie
- das Pflegeheim HAUS 5 für chronisch psychisch kranke Patienten mit angegliederter Psychiatrischer Intensiv-Tagesbetreuung (PIT)
- das neurologische Spezial-Pflegeheim HAUS 15 für Patienten nach der neurologischen Rehabilitation (Phase F)
- das Institut für Bildung und Personalentwicklung (IBP)
- die medbo Pflegeschulen Regensburg
- die Verwaltung der medbo

In den medizinischen Fachbereichen Psychiatrie und Psychotherapie, Neurologie sowie Kinder- und Jugendpsychiatrie, Psychosomatik und Psychotherapie ist das Bezirksklinikum Regensburg Kooperationspartner der Universität Regensburg. Die Lehrstuhlinhaber sind in Personalunion Ärztliche Direktoren der Kooperationskliniken am BKR.

### Strukturen und Einrichtungen
Psychiatrie & Psychotherapie
Die Klinik und Poliklinik für Psychiatrie und Psychotherapie der Universität Regensburg am Bezirksklinikum Regensburg ist in vier Zentren aufgeteilt:
1. Zentrum für Allgemeinpsychiatrie I und Psychosomatik mit dem Schwerpunkt Affektive Störungen
2. Zentrum für Allgemeinpsychiatrie II mit dem Schwerpunkt Psychosen
3. Zentrum für Altersmedizin: Das Zentrum ist zugleich die einzige Akut-Geriatrie für Psychiatrie und Neurologie im Regensburger Raum
4. Zentrum für Suchtmedizin
5. Psychiatrische Institutsambulanz und Zentrale Notaufnahme Psychiatrie und Neurologie

Außerdem verfügt die Klinik und Poliklinik für Psychiatrie und Psychotherapie der Universität Regensburg am Bezirksklinikum Regensburg über ein weiteres Zentrum am Standort Cham: Das Zentrum für Psychiatrie Cham umfasst einen stationären Bereich, eine psychiatrische Tagesklinik und eine Institutsambulanz.
Kinder- und Jugendpsychiatrie, Psychosomatik & Psychotherapie
Die Klinik und Poliklinik für Kinder- und Jugendpsychiatrie, Psychosomatik und Psychotherapie der Universität Regensburg am Bezirksklinikum Regensburg (KJPP) übernimmt die stationäre, teilstationäre und ambulante Versorgung von Kindern und Jugendlichen in der gesamten Oberpfalz. Sie verfügt über zwei Tageskliniken und eine Ambulanz am Standort Regensburg. Das Zentrum Amberg|Cham|Weiden der Klinik versorgt über Tageskliniken und Ambulanzen in der Fläche. Der Freistaat Bayern, der Bezirk Oberpfalz und die Universität Regensburg haben sich im Jahr 2012 geeinigt, einen entsprechenden Lehrstuhl für Kinder- und Jugendpsychiatrie, Psychosomatik & Psychotherapie einzurichten, dessen Kooperationsklinik die Regensburger medbo KJPP ist. Dieser Lehrstuhl wurde 2018 erstmals besetzt. Der Lehrstuhlinhaber ist Ärztlicher Direktor der medbo Klinik.
Neurologie
Die Klinik für Neurologie der Universität Regensburg am Bezirksklinikum Regensburg ist in drei Zentren aufgeteilt:
1. Zentrum für Neurologie mit Spezialambulanzen für neurodegenerative Erkrankungen (wie z. B. Morbus Parkinson, Huntington’sche Krankheit, Amyotrophe Lateralsklerose), neuroimmunologische Erkrankungen (wie z. B. Multiple Sklerose, zerebrale Vasculitis), zerebrale Gefäßerkrankungen (wie z. B. Schlaganfall, Arteriosklerose, Gefäßmalformationen und Aneurysmen), Epileptologie (zerebrale Anfallsleiden), Neuroonkologie (primäre Tumoren des ZNS), Schädigungen des peripheren Nervensystems (z. B. Polyradikulitis), Botulinumtoxintherapie (von Bewegungsstörungen, Spastik und resultierenden Schmerzzuständen), der neuromuskulären Synapse (z. B. myasthene Syndrome), Muskulatur und Kopfschmerzerkrankungen. In das Zentrum ist auch die Wilhelm-Sander-Einheit für Neuro-Onkologie des Zentrums für Hirntumoren integriert.
2. Zentrum für Vaskuläre Neurologie und Intensivmedizin mit u. a. Intensivstation und Stroke Unit (Schlaganfall-Spezialstation)
3. Zentrum für Neurologische Rehabilitation. Hier werden schwerpunktmäßig Patienten behandelt, die einen Schlaganfall, eine Schädel-Hirn-Verletzung oder eine zerebrale Hypoxie erlitten haben. Der Klinik ist ein Neurologisches Nachsorgezentrum (Haus Zweites Leben) angegliedert.

Träger der stationären neurologischen Krankenversorgung ist der Bezirk Oberpfalz über seinen Krankenhausträger medbo. Die frühere neurologische Poliklinik der Universität Regensburg am Bezirksklinikum Regensburg ging 2021 auf den Träger Universitätsklinikum Regensburg (UKR) über. Tatsächlich ist der Großteil der neurologischen Poliklinik des UKR logistisch und organisatorisch weiterhin am medbo Bezirksklinikum Regensburg angesiedelt.
Der neurologische Standort Bezirksklinikum Regensburg bietet die Pflegephasen A bis F an: Von der neurologischen Akutversorgung über neurologische Rehabilitation bis hin zu Langzeitpflege im neurologischen Spezialpflegeheim.
Im Neurologischen Spezial-Pflegeheim HAUS 15 werden vor allem Menschen mit schweren Schädel-Hirnverletzungen nach Abschluss ihrer neurologischen Reha betreut (Pflegephase F).
Neuroradiologie
Das Institut für Neuroradiologie ist eine selbstständige Abteilung und zuständig für die Sicherstellung der radiologischen und neuroradiologischen Versorgung aller Kliniken und Einrichtungen des medbo Bezirksklinikums Regensburg. Das Untersuchungsspektrum des Instituts reicht von Kindern bis zu gerontologischen Patienten, von ambulanten Patienten mit festen Terminen über nächtliche Notfallpatienten bis hin zu intensivpflichtigen Schwerstkranken.
Die moderne Geräteausstattung mit digitalem Röntgen, Magnetresonanztomografie (MRT), Spiral-Computertomografie (CT) und Digitaler Subtraktionsangiografie (DSA) ermöglicht das gesamte Spektrum der diagnostischen sowie der minimalinvasiven Neuroradiologie.
Maßregelvollzug
Die Klinik für Forensische Psychiatrie und Psychotherapie am Bezirksklinikum Regensburg behandelt Menschen, die aufgrund einer psychischen und/oder einer Suchterkrankung zum Straftäter geworden sind und ihre Straftaten meist in schuldminderndem oder schuldunfähigem Zustand begangen haben.
Das Pflegeheim HAUS 5 für psychisch Kranke bietet chronisch schwerstkranken Menschen professionelle Versorgung und ein Zuhause.
Die medbo Pflegeschulen Regensburg am Standort Bezirksklinikum Regensburg sind mit insgesamt 270 Ausbildungsplätzen eines der größten und modernsten Ausbildungszentren in der Oberpfalz. Die seit 1923 bestehende Berufsfachschule bietet heute die Ausbildungsgänge Pflegefachmann (w|m|d) und Pflegefachhelfer (w|m|d) an und bildet sowohl für die medbo als auch für andere Partner aus. Handlungsorientierter Unterricht, Projektunterricht, szenisches Lernen und eigenverantwortliches Lernen bilden dabei die Grundsäulen. Das Ausbildungskonzept wurde vom Bayerischen Kultusministerium mit einem 1. Preis beim Wettbewerb um innovative Schulentwicklung (I.S.I) ausgezeichnet.
Das Institut für Bildung und Personalentwicklung (IBP) ist der größte Seminaranbieter für Gesundheitsthemen in Ostbayern. Es betreut jährlich rund 6.000 Seminar- und Kongressteilnehmer.

### Museum: Sammlung Vierzigmann
Das Klinikum beherbergt eine Dauerausstellung von Bildern, die in den 1920er und 1930er Jahren von Patienten angefertigt wurden. Die nach Adolf Vierzigmann (1878–1955) benannte Sammlung wurde 2002 eröffnet.